# Espurio Postumio Albo Regilense
Espurio Postumio Albo Regilense  (m. 439 a. C.) fue un político y militar romano del siglo V a. C. perteneciente a la gens Postumia. Formó parte del primer colegio de triunviros.

## Familia
Albo fue miembro de los Postumios Albinos, una rama familiar patricia de la gens Postumia, e hijo del cónsul y dictador Aulo Postumio Albo Regilense y hermano del consular Aulo Postumio Albo Regilense.

## Carrera pública
Obtuvo el consulado en el año 466 a. C. y fue uno de los embajadores enviados a Grecia para reunir información sobre las leyes atenienses. En el año 451 a. C. fue elegido para el primer colegio de decenviros que elaboraron la Ley de las Doce Tablas. Cinco años después fue legado en la guerra contra los volscos.